# Худр, Ахлам
Ахлам Худр (араб. أحلام خضر‎) — суданская активистка и работница детского сада.
Сын Худр был убит во время мирной акции протеста в 2013 году (часть суданских протестов 2011–2013 годов). С тех пор она стала активисткой, называя себя «матерью всех мучеников». Активно участвовала в подпольных форумах, была «жестоко избита» при задержании силовиками.
В декабре 2018 года Ахлам Худр была важной фигурой Суданской революции. В 2019 году она вошла в список 100 женщин Би-би-си.